# محمدحسین سرآهنگ
محمدحسین سرآهنگ (مشهور به استاد سرآهنگ) از استادان موسیقی افغانستان بود.

## زندگی
او فرزند استاد غلام حسین بود و در سال ۱۳۰۲ خورشیدی در کوچه خواجه خوردک یا خرابات کابل متولد گردید. او در جریان دروس ابتدائی مکتب به فراگیری علم موسیقی نزد پدر آغاز کرد. پدرش متوجه استعداد او در موسیقی شد و او را به هند برد تا شاگرد استاد عاشق علی خان بنیانگذار مکتب موسیقی پیتاله گردد. محمد حسین شانزده سال پای درس استاد عاشق علی خان نشست و با گنجینه‌ای از علم موسیقی به وطن بازگشت و از همان آغاز تأسیس رادیو کابل همکار هنری رادیو بود.
در سال ۱۳۲۹ خورشیدی در یک فستیوال بزرگ موسیقی در سینما پامیر شهر کابل شرکت کرد. در این کنسرت که عده‌ای از استادان داخلی و خارجی از جمله استاد قاسم افغان و استاد بره غلام علی خان هندوستانی اشتراک داشتند، محمد حسین درخشید و به اخذ مدال طلا از جانب شاروالی وقت کابل نایل گشت. در همین سال بود که از جانب ریاست مستقل مطبوعات وقت لقب استادی به وی داده شد.
چند سال بعد از آن تاریخ لقب سرآهنگ نیز از جانب دولت به وی اعطا شد. او با گرفتن دعوت‌نامه‌های پیاپی از هند، پاکستان و اتحاد جماهیر شوروی سوسیالیستی سابق در کنفرانسها و کنسرتهای زیادی اشتراک کرد. در سالهای اخیر در هر سالی دو سه بار به کنفرانسها و کنسرتهای خارجی دعوت می‌شد و تا آنجا که برای او مقدر بود در آن برنامه‌ها شرکت می‌کرد. از جمله القاب هنری که استاد سرآهنگ بدانها نایل گشته بود می‌توان اینها را نام برد: «کوه بلند موسیقی» از دانشگاه چندیگر هند، القاب ماستر، دکتر، و پروفسور موسیقی از دانشگاه کلاکندرا در شهر کلکته، لقب «سر تاج موسیقی» از دانشگاه مرکزی در شهر الله‌آباد هند، لقب «بابای موسیقی» پس از اجرای آخرین کنسرت سال ۱۳۵۷ خورشیدی در دهلی و لقب «شیر موسیقی» در پایان آخرین کنسرتهایش در زمستان سال ۱۳۶۰ خورشیدی از دانشگاه الله‌آباد هند.
در همین سفر اخیر به هند بود که در پی یک حمله شدید قلبی مجبور شد کنسرتهایش را قطع کند و در یک شفاخانه شهر بمبئی بستری شود. دکتران معالج باو توصیه نموده بودند که نه تنها دیگر آواز نخواند بلکه تا صحت یابی کامل حتی لب به سخن نگشاید. استاد سرآهنگ پس از بهبودی نسبی کنسرتهایش را تمام کرد با دو مدال طلا و نقره و لقب شیر موسیقی به وطن برگشت. بدینگونه تعداد کپها و مدالهایش از بیست عدد تجاوز کرد که می‌توان گفت در تاریخ موسیقی کلاسیک چه در کشور ما و چه در سر زمینهای نیم قاره هند کمتر استادی این همه مدال، اینهمه لقب و این همه جایزه هنری را صاحب شده‌است.

## مرگ
ساعت ۹ صبح روز یکشنبه ۱۶ جوزای ۱۳۶۱جنازه استاد در حالیکه عده زیادی از مسوولان دولتی از جمله منسوبین وزارت اطلاعات و کلتور، رادیو و تلویزیون حاضر بودند از کلینیک صدری شفاخانه ابن سینا برداشته شد و پس از مراسم تجهیز و تکفین براساس وصیت خودش به گذر خرابات برده شد تا پیر و برنای آن گذر از نزدیک با سر حلقه خراباتان وداع نمایند. سپس جنازه استاد سرآهنگ در حالی عده بیشماری از دوستان و علاقه‌مندان شان حاضر بودند، از مکرویان برداشته و جهت ادای نماز جنازه به مسجد پل خشتی انتقال یافته سپس در شهدای صالحین به خاک سپرده شد.